# Corindia saegeri
Corindia saegeri är en tvåvingeart som beskrevs av Grichanov 1998. Corindia saegeri ingår i släktet Corindia och familjen styltflugor. Inga underarter finns listade i Catalogue of Life.